# Milen Dobrev
Milen Atanasov Dobrev –en búlgaro, Милен Атанасов Добрев– (Plovdiv, 22 de febrero de 1980-Plovdiv, 21 de marzo de 2015) fue un deportista búlgaro que compitió en halterofilia.
Participó en los Juegos Olímpicos de Atenas 2004, obteniendo una medalla de oro en la categoría de 94 kg. Ganó cuatro medallas en el Campeonato Mundial de Halterofilia entre los años 2001 y 2005, y tres medallas en el Campeonato Europeo de Halterofilia entre los años 2002 y 2004.

## Palmarés internacional
| Juegos Olímpicos   | Juegos Olímpicos   | Juegos Olímpicos  | Juegos Olímpicos |
| Año                | Lugar              | Medalla           | Categoría        |
| ------------------ | ------------------ | ----------------- | ---------------- |
| 2004               | Atenas (Grecia)    | Medalla de oro    | 94 kg            |
| Campeonato Mundial |                    |                   |                  |
| Año                | Lugar              | Medalla           | Categoría        |
| 2001               | Antalya (Turquía)  | Medalla de bronce | 85 kg            |
| 2002               | Varsovia (Polonia) | Medalla de plata  | 94 kg            |
| 2003               | Vancouver (Canadá) | Medalla de oro    | 94 kg            |
| 2005               | Doha (Catar)       | Medalla de bronce | 94 kg            |
| Campeonato Europeo |                    |                   |                  |
| Año                | Lugar              | Medalla           | Categoría        |
| 2002               | Antalya (Turquía)  | Medalla de plata  | 94 kg            |
| 2003               | Lutraki (Grecia)   | Medalla de oro    | 94 kg            |
| 2004               | Kiev (Ucrania)     | Medalla de oro    | 94 kg            |